# Erica Field
Erica Marie Field (12 de febrero de 1974) es profesora de Economía en la Universidad Duke. Sus intereses de investigación incluyen economía del desarrollo, economía laboral, y economía de la salud. En 2010, obtuvo el Premio de Investigación Elaine Bennett.

## Biografía
Erica Field obtuvo una licenciatura en Economía y Estudios Latinoamericanos de Vassar College en 1996. Como becaria Fulbright , luego estudió el impacto de los programas gubernamentales en Perú en la fuerza laboral de ese país, antes de regresar a la escuela en la Universidad de Princeton , donde completó sus estudios. Doctorada en 2003 con una tesis sobre el impacto de la reforma de los títulos de propiedad sobre la oferta laboral en Perú. Después de su graduación y un período como becaria postdoctoral como RWJ Scholar in Health Policy en la Universidad de Harvard, permaneció como profesora asistente de economía (2005-2009), siendo posteriormente promovida a profesora adjunta de Ciencias Sociales John L. Loeb (2010-2011). En 2011, Field se trasladó a la Universidad Duke como profesora asociada de economía y salud global antes de convertirse en profesora titular en 2015. Paralelamente, ha ocupado puestos de visitante en el Centro de Salud y Bienestar y en el Instituto de Estudios Avanzados . También mantiene afiliaciones como becaria con la Oficina Nacional de Investigación Económica (NBER) y la Oficina de Investigación en Análisis Económico del Desarrollo (BREAD), así como con el Laboratorio de Acción contra la Pobreza Abdul Latif Jameel.(J-PAL). Además, realiza labores editoriales para las revistas académicas Economic Development and Cultural Change , Review of Economics and Statistics y Journal of Development Economics . Por último, ha trabajado como consultora de la Agencia de los Estados Unidos para el Desarrollo Internacional ( USAID), Banco Mundial , Banco Asiático de Desarrollo y la Corporación Reto del Milenio , entre otros.

## Investigación
Su investigación se enfoca en economía del desarrollo, economía laboral, economía demográfica, y economía de la salud.
Una parte sustancial de sus artículos académicos está relacionada con los derechos de propiedad.
Otra parte importante de su investigación es sobre microfinanzas y emprendedurismo en la India.